# Westminster (Kalifornie)
Westminster je město ve Spojených státech amerických. Nachází se v okrese Orange County ve státě Kalifornie. Ve městě žije  obyvatel a jeho rozloha činí . Je 91. nejlidnatějším městem v Kalifornii. Leží západně od města Santa Ana.
Město bylo založeno roku 1870. Své sídlo zde má společnost Fearless Records. Město má velmi vysoký podíl Vietnamců (asi 44 %), kteří žijí převážně v části města zvané Little Saigon. Sousedí s městy Huntington Beach, Garden Grove, Fountain Valley a Seal Beach.

## Rodáci
- Paul Caligiuri (* 1964) – americký fotbalista
- Jarin Blaschke (* 1978) – americký filmový kameraman